# Tagmema
Na teoria da Tagmêmica, o tagmema é o menor elemento funcional na estrutura gramatical de uma língua.
O termo foi introduzido na década de 1930 pelo linguista Leonard Bloomfield, que o definiu como a menor  significativo da forma gramatical (análogo ao morfema), definido como o menor unidade significativa da forma  lexical. O termo foi mais tarde adotado, e seu significado ampliado, por Kenneth Pike e outros a partir dos anos 1950, como a base para sua "tagmemics".

## Esquema de Bloomfield
De acordo com o esquema estabelecido por Leonard Bloomfield em seu livro  Language  (1933), o tagmeme é a menor unidade significativa de forma gramatical.
O termo de Bloomfield foi adotado por Kenneth Pike e outros para denotar o que eles tinham anteriormente chamado de grammeme (anterior  gramme ).